# روزی روزگاری در عراق
روزی روزگاری در عراق یک مینی‌سریال مستند تلویزیونی بریتانیایی محصول سال ۲۰۲۰ به کارگردانی جیمز بلومل و گویندگی اندی سرکیس بریتانیایی-عراقی است. این برنامه از پنج قسمت تشکیل شده‌است و شامل مصاحبه با شهروندان عراقی و همچنین نیروهای نظامی آمریکایی و روزنامه‌نگاران بین‌المللی در مورد درگیری‌های عراق و تأثیرات آن بر زندگی مردم عراق است.